# Neotelmatoscopus digitoides
Neotelmatoscopus digitoides är en tvåvingeart som först beskrevs av Quate 1965.  Neotelmatoscopus digitoides ingår i släktet Neotelmatoscopus och familjen fjärilsmyggor.
Artens utbredningsområde är Filippinerna. Inga underarter finns listade i Catalogue of Life.